# Tamàndua
|  | «Tamandua» redirigeix aquí. Vegeu-ne altres significats a «Tamanduá (Uruguai)». |

Els tamàndues (Tamandua) són un gènere de vermilingües. Conté dues espècies: el tamàndua meridional (T. tetradactyla) i el tamàndua septentrional (T. mexicana). Viuen en boscos i zones herboses, són semiarborícoles i tenen cues parcialment prènsils. S'alimenten principalment de formigues i tèrmits, però de vegades mengen abelles. En captivitat, també mengen fruita i carn. No tenen dents, sinó que depenen del seu potent pedrer per triturar els aliments.